# Cutáissi
Cutáissi (ქუთაისი) é uma cidade da Geórgia, capital legislativa e capital da região de Imerícia, no Rio Rioni, a oeste. Localiza-se a 229 quilômetros de Tiblíssi, capital nacional. É a terceira maior cidade do país, com uma população 147 635 habitantes, de acordo com estimativas de 2014. Em 2012, o Parlamento da Geórgia se instalou nesta cidade, em um edifício de estilo moderno, construído por arquitetos espanhóis.

## Geografia
Cutáissi situa-se ao longo das duas margens do Rio Rioni, estando elevada cerca de 125-300 metros acima do nível do mar. De este a nordeste, Cutáissi é ladeada à pelos Montes Imerícia, à norte pela faixa de Samgurali, e à oeste e sul pelas planícies da Cólquida. 

### Paisagens
Cutáissi é rodeada por florestas de caducifólia do noroeste ao nordeste. Os arredores de baixa altitude da cidade têm uma paisagem extremamente agrícola. O centro da cidade tem muitos jardins, e as suas ruas têm altas e folhosas árvores. Na primavera, quando a neve começa a derreter nas montanhas, o tempestuoso Rio Rioni que corta ao meio a cidade é ouvido muito além das suas margens.

## História
Cutáissi foi a capital do antigo Reino da Cólquida. Evidências arqueológicas demonstram que a cidade funcionou como a capital do Reino da Cólquida desde o II milénio a.C.. Vários historiadores acreditam que, em Argonáutica, um poema épico grego sobre Jasão e os Argonautas e a sua viagem a Cólquida, o autor Apolônio de Rodes considerou Cutáissi o seu destino final tal como a residência do Rei Aeëtes. De 978 a 1122, Cutáissi foi a capital do unido Reino da Geórgia, e do século 15 até 1810, foi a capital do Reino da Imerícia. Em 1508, a cidade foi capturada por Selim I, filho de Bajazeto II, sultão do Império Otomano.
Durante o século décimo sete, reis imerícios fizeram imensos apelos à Rússia para que esta os ajudassem na sua luta pela independência dos Otomanos. Todos estes apelos foram ignorados uma vez que a Rússia procurava evitar prejudicar as suas relações com o Império Otomano. Apenas no reinado de Catarina, a Grande, em 1768, foram as tropas do General Gottlieb Heinrich Totleben enviadas para juntarem-se às forças do rei Heráclio II da Geórgia, que esperava reconquistar as terras do sul controladas pelos Otomanos, com a ajuda dos russos. Totleben ajudou Salomão I da Imerícia a recuperar a sua capital, Cutáissi, no dia 6 de Agosto de 1770.
Finalmente, as guerras Turco-Russas acabaram em 1810 com a anexação do Reino da Imerícia pelo Império Russo. A cidade tornou-se a capital da Gubernia de Cutáissi, que incluía muito do oeste da Geórgia. Em Março de 1879, a cidade foi local de um libelo de sangue que atraiu a atenção de toda a Rússia, mas os dez judeus acusados foram absolvidos.
Cutáissi tornou-se um grande centro industrial antes da independência da Georgia em 1991. A independência precedeu a um grande colapso económico do país, e, como resultado, muito dos trabalhadores do país emigraram. O pequeno comércio prevaleceu no seio da restante população.
A cidade teve ainda um grande memorial soviético para todos os georgianos mortos na Segunda Guerra Mundial. No dia 19 de Dezembro de 2009, uma empresa privada de demolições que trabalhava para o Governo demoliu o monumento para criar espaço para o novo edifício legislativo, apesar de um grande protesto por parte da Rússia e da oposição governamental da Geórgia. Regras de segurança foram violadas, resultando em estilhaços sobrevoando pela cidade . Uma mulher e sua filha faleceram em virtude do incidente no jardim da sua casa, e quatro outras pessoas foram gravemente feridas.
Em 2011, o presidente Mikheil Saakashvili assinou uma emenda constitucional que transferiu a sede legislativa para Cutáissi.
No dia 26 de Maio de 2012, Saakashvili inaugurou o novo edifício Parlamentar de Cutáissi. Isto foi feito no esforço de descentralizar o poder e aumentar o poder político para perto Abecásia. Todavia, tem sido criticado por marginalizar o poder legislativo, e também pela demolição do memorial de guerra soviético.